# Chessington World of Adventures
Koordinaten: 51° 20′ 54″ N, 0° 19′ 1″ W
Chessington World of Adventures ist ein Themenpark und Zoo in Chessington, im Südwesten von London. Ursprünglich wurde er 1931 als Zoo eröffnet. Am Zoo entlang wurde schließlich ein Themenpark erbaut, welcher 1981 eröffnet wurde.
Heute ist der Park unterteilt in zehn Themenbereiche: Wild Asia, Forbidden Kingdom, Land of the Dragons, Market Square, Mexicana, Mystic East, Pirates Cove, Toytown und Transylvania. Dazu kommen noch der Zoo sowie ein Hotel. Neben 27 Attraktionen beherbergt der Park über 1000 Tiere.
Betreiber des Parks ist die Merlin Entertainments Group, die zahlreiche weitere Parks betreiben.

## Achterbahnen

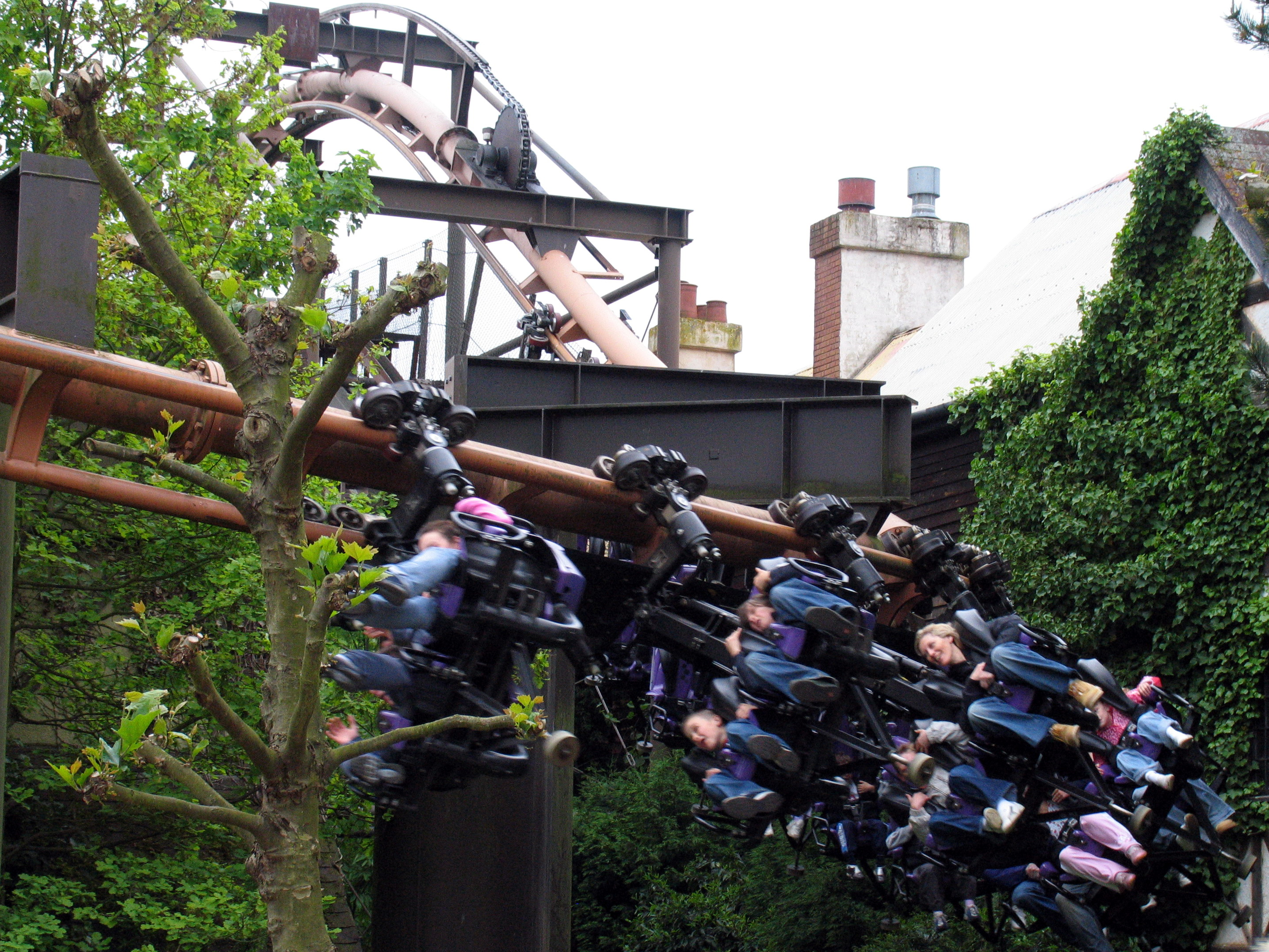
Die Achterbahn Vampire

### Achterbahnen
| Name            | Typ                                             | Hersteller           | Eröffnungsjahr | Bemerkungen                                                  | Weblinks |
| --------------- | ----------------------------------------------- | -------------------- | -------------- | ------------------------------------------------------------ | -------- |
| Dragon’s Fury   | Spinning Coaster                                | Maurer Rides         | 2004           |                                                              |          |
| Mandrill Mayhem | Wing Coaster, Shuttle Coaster, Launched Coaster | Bolliger & Mabillard | 2023           | Thematisiert nach dem Film Jumanji: Willkommen im Dschungel. |          |
| Rattlesnake     | Wilde Maus                                      | Maurer Rides         | 1998           |                                                              |          |
| Vampire         | Suspended Coaster                               | Arrow Dynamics       | 1990           |                                                              |          |

### Ehemalige Achterbahnen
| Name             | Typ                                 | Hersteller | Eröffnungsjahr | Schließungsjahr | Bemerkungen | Weblinks |
| ---------------- | ----------------------------------- | ---------- | -------------- | --------------- | --- | -------- |
| Clown Coaster    | Kinderachterbahn                    | Pinfari    | unbekannt      | 2000            | |          |
| Scorpion Express | Powered Coaster, Familienachterbahn | Mack Rides | 1987           | 2022            | Fuhr bis 2012 unter dem Namen Runaway Train. Die Bahn wurde am 31. Juli 2022 bei einem Brand beschädigt und ist seitdem außer Betrieb. |          |

## Sonstige Attraktionen
- Room on the Broom (ehemals Hocus Pocus Hall) (Neu 2019)